# Atomet
Atom er navnet på ikke færre end fire tegneseriesuperhelte fra DC Comics. Atom har på dansk været kaldt Atomet.
Den første Atom-superhelt med det civlie navn Al Pratt blev skabt af Ben Flinton og Bill O'Connor og fik sin debut i All-American Comics #19 (oktober 1940). Atom nr. to, Ray Palmer, så dagens lys i 1961. Den tredje Atom, Adam Cray, var en bifigur i serien Suicide Squad. Den fjerde Atom, Ryan Choi, optræder i en ny serie, som startede i august 2006.
Tre af de fire Atom-figurer har udover sin egen serie været medlemmer af superheltegrupper som Justice Society of America, Justice League, Legends of Tomorrow og Suicide Squad.